# Gabriel Novotný
Gabriel Novotný (18. září 1916 – 18. prosince 1990) byl slovenský fotbalový trenér. Je pohřben v Trnavě.

## Trenérská kariéra
V československé fotbalové lize vedl Spartak Trnava v sezoně 1955. Trnavský nováček byl ve složité situaci, po pěti kolech měl na kontě dva body a nacházel se na sestupové příčce. Mužstvo nemělo stálého trenéra – v týdnu se mu na trénincích věnoval Anton Malatinský, o víkendech byl však vázán v Baníku Handlová. Mužstvo podle zápisu v zápasech vedl Gabriel Novotný.